# Lelić
Lelić (cyr. Лелић) – wieś w Serbii, w okręgu kolubarskim, w mieście Valjevo. W 2011 roku liczyła 483 mieszkańców.